# Carl Ebert (Hockeyspieler)
Julius Adolph Carl Ebert (* 1. Februar 1889 in Hamburg; † 18. Mai 1974 ebenda) war ein deutscher Hockeytorwart.
Ebert nahm mit der Mannschaft des Uhlenhorster HC als deutscher Vertreter an den Olympischen Spielen 1908 in London teil. Die Mannschaft belegte den fünften Rang.